# 短辐水芹
短辐水芹（学名：[Oenanthe benghalensis] 错误：{{Lang}}：文本有斜体标记（帮助））是伞形科水芹属的植物。分布于日本、印度以及中国大陆的云南、广东、四川等地，生长于海拔500米至1,500米的地区，多生于山坡林下溪边、沟旁以及水旱田中，目前尚未由人工引种栽培。
其种加词“benghalensis”意为“孟加拉国的”。

## 别名
少花水芹（中国高等植物图鉴）